# Deutsche Badmintonmeisterschaft 2025
Die Deutsche Badmintonmeisterschaft 2025 fand vom 30. Januar bis zum 2. Februar 2025 in der Sporthalle Leharstraße in Cloppenburg statt. Es war die 73. Auflage der Titelkämpfe.

## Medaillengewinner
| Disziplin    | Gold                                                                  | Silber                                                              | Bronze                                                                      |
| ------------ | --------------------------------------------------------------------- | ------------------------------------------------------------------- | --------------------------------------------------------------------------- |
| Herreneinzel | Fabian Roth (TV Refrath)                                              | Sanjeevi Padmanabhan Vasudevan (1. BC Beuel)                        | Aaron Sonnenschein (1. BC Wipperfeld)                                       |
| Herreneinzel | Fabian Roth (TV Refrath)                                              | Sanjeevi Padmanabhan Vasudevan (1. BC Beuel)                        | Matthias Kicklitz (SV Fun-Ball Dortelweil)                                  |
| Dameneinzel  | Brid Stepper (1. BC Beuel)                                            | Miranda Wilson (SG Schorndorf)                                      | Xenia Kölmel (VfB GW Mülheim)                                               |
| Dameneinzel  | Brid Stepper (1. BC Beuel)                                            | Miranda Wilson (SG Schorndorf)                                      | Gloria Poluektov (VfB GW Mülheim)                                           |
| Herrendoppel | Daniel Hess (1. BC Bischmisheim) Marvin Seidel (1. BC Bischmisheim)   | Bjarne Geiss (Blau-Weiss Wittorf) Jan Colin Völker (TV Refrath)     | Jonathan Dresp (Blau-Weiss Wittorf) Aaron Sonnenschein (1. BC Wipperfeld)   |
| Herrendoppel | Daniel Hess (1. BC Bischmisheim) Marvin Seidel (1. BC Bischmisheim)   | Bjarne Geiss (Blau-Weiss Wittorf) Jan Colin Völker (TV Refrath)     | Malik Bourakkadi (TV Refrath) Kenneth Neumann (1. BC Wipperfeld)            |
| Damendoppel  | Leona Michalski (TV Refrath) Thuc Phuong Nguyen (1. BC Wipperfeld)    | Selin Hübsch (TV Refrath) Amelie Lehmann (TSV Trittau)              | Julia Meyer (TV Refrath) Franziska Volkmann (Blau-Weiss Wittorf)            |
| Damendoppel  | Leona Michalski (TV Refrath) Thuc Phuong Nguyen (1. BC Wipperfeld)    | Selin Hübsch (TV Refrath) Amelie Lehmann (TSV Trittau)              | Lena Reder (BC Offenburg) Janina Schumacher (TV 1884 Marktheidenfeld)       |
| Mixed        | Jan Colin Völker (TV Refrath) Franziska Volkmann (Blau-Weiss Wittorf) | Marvin Seidel (1. BC Bischmisheim) Linda Efler (1. BC Bischmisheim) | Malik Bourakkadi (TV Refrath) Leona Michalski (TV Refrath)                  |
| Mixed        | Jan Colin Völker (TV Refrath) Franziska Volkmann (Blau-Weiss Wittorf) | Marvin Seidel (1. BC Bischmisheim) Linda Efler (1. BC Bischmisheim) | Jones Ralfy Jansen (1. BC Wipperfeld) Thuc Phuong Nguyen (1. BC Wipperfeld) |